# کوکووست (فلوریدا)
کوکووست (به انگلیسی: Cocoa West) یک منطقهٔ مسکونی در ایالات متحده آمریکا است که در فلوریدا واقع شده‌است. کوکووست ۹٫۴ کیلومتر مربع مساحت و ۵٬۹۲۵ نفر جمعیت دارد و ۵٫۴۹ متر بالاتر از سطح دریا واقع شده‌است.